# Цішацін Великий
Цішацін Великий (пол. Cieszacin Wielki) — село на Закерзонні, розташоване у гміні Павлосюв Ярославському повіті Підкарпатського воєводства, у Польщі. Населення — 907 осіб (2011).

## Географія
Знаходиться приблизно за 5 км на захід від Павлосіва, за 8 км на південний захід від Ярослава, і за 43 км (27 миль) на схід від столиці регіон Ряшова.

## Історія
Село закріпачене в 1366 р.
За податковим реєстром 1515 р. в селі були 6 ланів (коло 150 га) оброблюваної землі, корчма і спустошений млин.
За податковим реєстром 1589 р. у володінні Альберта Лятославського були 2 і 3/4 лану (коло 62 га) оброблюваної землі, у володінні Андрія Поруденського були 3 і 1/2 лану (коло 87 га) оброблюваної землі, 3 загородники без земельної ділянки, 3 коморники без тяглової худоби. До 1772 року Цішацін Великий входив до складу Перемишльської землі Руського воєводства Королівства Польського.
Відповідно до «Географічного словника Королівства Польського» село знаходилося в Ярославському повіті Королівства Галичини і Володимирії, в родючій місцевості. Поруч знаходились заселені до 1946 року українцями села. На той час унаслідок півтисячоліття латинізації та полонізації українці лівобережного Надсяння опинилися в меншості.
У міжвоєнний період село належало до Ярославського повіту Львівського воєводства, у 1934—1939 рр. — у складі ґміни Ярослав. Греко-католики села належали до парафії Полнятичі Порохницького деканату Перемишльської єпархії.
16 серпня 1945 року Москва підписала й опублікувала офіційно договір з Польщею про встановлення лінії Керзона українсько-польським кордоном. Українці не могли протистояти антиукраїнському терору після Другої світової війни. Частину добровільно-примусово виселили в СРСР. Решта українців попала в 1947 році під етнічну чистку під час проведення Операції «Вісла» і була депортована на понімецькі землі у західній та північній частині польської держави, що до 1945 належали Німеччині.
У 1975-1998 роках село належало до Перемишльського воєводства.

## Демографія
Демографічна структура станом на 31 березня 2011 року:
|          | Загалом | Допрацездатний вік | Працездатний вік | Постпрацездатний вік |
| -------- | ------- | ------------------ | ---------------- | -------------------- |
| Чоловіки | 471     | 111                | 313              | 47                   |
| Жінки    | 436     | 99                 | 248              | 89                   |
| Разом    | 907     | 210                | 561              | 136                  |